# КарелфинТАГ
КарелфинТАГ — информационное агентство, действовавшее в Петрозаводске в 1940—1956 годах.

## История

### Олонецкое губернское отделение РОСТА
1 августа 1919 г. организовано Олонецкое губернское отделение Российского телеграфного агентства

### КарелРОСТа
В 1920-х годах в Карельской трудовой коммуне действовало Карельское агентство РОСТа (КарелРОСТа), позднее ставшее структурным подразделением ТАСС. В 1934 г. было открыто Карельское отделение РОСТа при Совете Народных Комиссаров Карельской АССР. Карелроста обслуживало газеты международной и общесоюзной информацией, выпускало вестник на финском языке.

### Корпункт ТАСС в Карельской АССР
В январе 1935 г. Карельское отделение РОСТа преобразовано в Карельское отделение Телеграфного Агентства Союза ССР (ТАСС) - КарелТАСС.

### КарелфинТАГ
24 июля 1940 года Постановлением Совета Народных Комиссаров Карело-Финской ССР было создано Карело-Финское телеграфное агентство (КарелфинТАГ). Первым руководителем стал Николай Рафаилович Пантюхин.
Агентство снабжало союзную и иностранную прессу прессу новостями Карело-Финской ССР на основании донесений собственных корреспондентов в каждом районе республики.
КарелфинТАГ принимал новости других информагентств с помощью телетайпа, затем передавало республиканским и районным газетам. Штат агентства составлял 37 человек.
С июня 1941 года КарелфинТАГ начал издавать пропагандистские «Окна КарелфинТАГа» (за время Великой Отечественной войны было выпущено более 50 «Окон» тиражом от 5 до 10 экземпляров). Наибольший вклад в их создание внесли известный художник Карело-Финской ССР Константин Леонидович Буторов и поэт Виктор Пантелеймонович Гудков.
В сентябре 1941 года, в связи с захватом финскими войсками Петрозаводска, КарелфинТАГ был эвакуирован в Медвежьегорск, позднее — в Беломорск.
В 1944 году агентство вернулось в Петрозаводск.

### Корпункт ТАСС в Карельской АССР
В 1956 году в связи с ликвидацией Карело-Финской СССР КарелфинТАГ преобразован в корреспондентский пункт ТАСС.

### Корпункт ИТАР-ТАСС в Республике Карелия
В 2000 году отмечалось 60-летие корпункта ИТАР-ТАСС — преемника КарелфинТАГа.